# أنبوب النانو
أنبوب النانوالأنبوب النانوي عبارة عن هيكل يشبه الأنبوب المجوف بحجم نانومتر. 

تدوير الأنابيب النانوية الكربونية ذات الجدار الواحد المتعرج

## أنواع الأنابيب النانوية
- الأنابيب النانوية BCN، المكونة من كميات مماثلة من ذرات البورون والكربون والنيتروجين.
- أنبوب نيتريد البورون النانوي، وهو متعدد الأشكال من نيتريد البورون.[1][2]
- أنابيب الكربون النانوية، تتضمن المصطلحات والرسوم البيانية العامة للأنابيب النانوية.
- أنبوب الحمض النووي النانوي، عبارة عن شبكة ثنائية الأبعاد تنحني مرة أخرى على نفسها،[3] تشبه إلى حد ما في الحجم والشكل أنبوب الكربون النانوي.
- أنبوب نيتريد الغاليوم النانوي، أنبوب نانوي من نيتريد الغاليوم.
- أنابيب السيليكون النانوية، المصنوعة من ذرات السيليكون.[4]
- الأنابيب النانوية غير الكربونية، وخاصة الأنابيب النانوية كبريتيد التنغستن (IV).[5]
- الأنابيب النانوية النفقية، وهي عبارة عن غشاء أنبوبي يربط بين الخلايا.
- أنابيب التيتانيوم النانوية، التي تم إنشاؤها عن طريق تحويل معدن الأناتاز عن طريق التخليق الحراري المائي.[6]